# الجامعة التكنولوجية (العراق)
الجامعة التكنولوجية هي مؤسسة تعليمية عراقية تأسست سنة 1960 باسم معهد أعداد المعلمين الصناعيين، ثم تبدل اسمها إلى الجامعة التكنولوجية سنة 1975، 

## عن الجامعة
شهد القرن العشرين تطوراً هائلا ًفي مختلف مجالات الحياة الثقافية والاجتماعية والتكنولوجية، عليه دعت الحاجة لتـأسيس جامعة تخصصية تضم أقسام هندسية وعلمية فقط. لذلك تأسست الجامعة التكنولوجية سنة 1975 لتواكب التطور العلمي الذي شهده العالم حيث أصبحت الجامعة منبراً علمياً وفكرياً وثقافياً يرفد المجتمع العراقي. وتضم الجامعة الآن 13 قسماً هندسياً وعلمياً و8 مراكز إضافة إلى مكتب استشاري يشمل عدة تخصصات.
بدأت الجامعة مسيرتها بخطوات ثابتة وإنجازات علمية. حيث يرجع أصل الجامعة إلى عام 1960 إذ وردت فكرة تأسيس (معهد أعداد المعلمين الصناعيين) من قبل وزارة التربية بالتعاون مع هيئة اليونسكو، وكان المهندس جاسم شهاب الحياني هو المدير والمؤسس للمعهد، وأعلن تأسيس المعهد في 22 كانون الثاني 1960 وقد حددت مدة الدراسة بخمس سنوات بعد الدراسة الثانوية يمنح بعدها المتخرج درجة بكالوريوس في الهندسة التطبيقية وقد قبل في أول وجبة 45 طالب كلهم من الذكور من خريجي الثانويات الصناعية.
ومنذ التأسيس حددت أهداف المعهد بأعداد المهندسين التطبيقين الذين تحتاج لهم المعامل والمشاريع الهندسية واعداد المدرسين الفنيين لغرض التدريس في المدارس الصناعية والمهنية، وكذلك يهدف إلى أعداد مدربين للمواد العلمية وملاحظين فنيين لإدارة أقسام المعامل وذلك عن طريق فتح دورات في المعهد تحدد مدة الدراسة بتعليمات يتخذها مجلس المعهد موافقة وزير التربية عليها.
ولقد ضم المعهد عند التأسيس الأقسام الآتية:
- قسم الهندسة الميكانيكية.
- قسم هندسة السيارات.
- قسم الهندسة الكهربائية.
- قسم هندسة البناء والإنشاءات.
- قسم هندسة المواد العامة.

تغير اسم المعهد (بعد أشهر قليلة من ولادته) إلى معهد عال باسم المعهد الصناعي العالي بأمر من وزارة التربية بالاتفاق مع منظمة اليونسكو وفي عام 1967 استبدل المعهد الصناعي العالي إلى كلية الهندسة الصناعية وعدل فيما بعد إلى كلية الهندسة التكنولوجية مرتبطة بجامعة بغداد وفك ارتباط كلية الهندسة التكنولوجية اعتبارا من 1 نيسان 1975 وصدر قرار تأسيس الجامعة التكنولوجية في 1 نيسان 1975.

### الأقسام والتخصصات
1. تكنولوجيا النفط.
2. هندسة العمارة.
3. هندسة المدني (الانشائية / البناء وإدارة المشاريع / الطرق والجسور / المياه والسدود / الصحية / الجيوماتيك)
4. هندسة الحاسوب وتكنولوجيا المعلومات (تكنولوجيا المعلومات / شبكات الحاسوب)
5. العلوم التطبيقية (الفيزياء التطبيقية/ الكيمياء التطبيقية / الرياضيات وتطبيقات الحاسوب / فيزياء الليزر / علم المواد / التقنيات الاحيائية)
6. هندسة السيطرة والنظم (السيطرة / الحاسوب / الميكاترونكس / سيطرة النظم الطبية)
7. الهندسة الكهربائية (الكهرباء / الإلكترونيك)
8. الهندسة الميكانيكية (ميكانيك عام / التكييف والتجميد / السيارات / الطائرات)
9. هندسة الإنتاج والمعادن (الإنتاج / المعادن / الصناعية / التعدين واستخلاص المعادن / التصميم والتصنيع للمعادن بالحاسوب)
10. الهندسة الكيميائية (تكرير النفط والغاز / العمليات الكيمياوية)
11. هندسة المواد (المواد الصناعية / المواد البوليميرية / السيراميك والبناء)
12. هندسة الليزر والألكترونيات البصرية - الجامعة التكنولوجية|هندسة الليزر والإلكترونيات البصرية (الليزر / الألكترونيات البصرية
13. هندسة الكهروميكانيك (نظم / الملاحة والتوجيه / الطاقة والطاقات المتجددة)
14. علوم الحاسوب (نظم المعلومات / البرمجيات / الذكاء الصناعي / امنية الحاسوب / إدارة الشبكات / الوسائط المتعددة)
15. هندسة الاتصالات (هندسة نظم الاتصالات والاتصالات الضوئية / هندسة المايكروويف والاتصالات النقالة)
16. هندسة الطب الحياتي (الميكانيك الاحيائي / الانظمة الطبية)

### رئاسة الجامعة التكنولوجية
يشغل أ.د محسن نوري منصب رئيس الجامعة.

### مراكز الجامعة
1. مركز تكنولوجيا المعلومات.
2. مركز تكنولوجيا الطاقة والطاقات المتجددة.
3. مركز بحوث البيئة.
4. مركز بحوث النانو تكنولوجي.
5. مركز التدريب والمعامل.
6. مركز اللغة الإنكليزية.
7. مركز التعليم المستمر.

المجلات العلمية للجامعة التكنولوجية
- مجلة الهندسة والتكنولوجيا:

تهدف المجلة نشر المعرفة في مجال الهندسة والتكنولوجيا والعلوم زتخضع كافة البحوث المنشورة إلى اصول التقييم العلمي في مجال النشر والتوثيق. تلتزم المجلة بنشر البحوث الجديدة والتي لم يسبق نشرها في أي مجلة أخرى أو في وقائع المؤتمرات.
- المجلة العراقية لهندسة الحاسبات والاتصالات والسيطرة والنظم:

تهدف المجلة نشر المعرفة في مجال الهندسة والتكنولوجيا والعلوم زتخضع كافة البحوث المنشورة إلى اصول التقييم العلمي في مجال النشر والتوثيق. تلتزم المجلة بنشر البحوث الجديدة والتي لم يسبق نشرها في أي مجلة أخرى أو في وقائع المؤتمرات.

## رؤية الجامعة
ان تكون الجامعة ضمن أكثر الجامعات تميزاً بالابداع والريادة في مجال تخصصاتها الهندسية والعلمية وبما يلبي متطلبات المجتمع المتجددة والمقترنة مع التطورات التكنولوجية السريعة.

## رسالة الجامعة
أعداد مهندسين تطبيقيين وكوادر علمية بحثية كفوءة وبمستوى متميز من المعرفة والابداع التكنولوجي يحقق ضمان الجودة والاعتماد الاكاديمي وفق المعايير الرصينة المعتمدة عالمياً في المناهج الهندسية والعلمية مع الالتزام بأخلاقيات المهنة الهندسية والعلمية.

## اهداف الجامعة[2]

### مواقع إلكترونية
- موقع الجامعة الرسمي